# When Love Calls Your Name
«When Love Calls Your Name» — песня, написанная Риккардо Коччианте и Роксанной Симан. Он был записан и выпущен Эльхаидой Дани как сингл, в связи с «Голосом» Италии. Эльхаида была участником команды Риккардо Коччианте. Песня была частью процесса голосования.
Дани исполнила «When Love Calls Your Name» на финальном эпизоде итальянского «Голоса», 30 мая 2013 года. После объявления победы Эльхаиды Дани, она исполнила песню вместе со своим наставником.

## Elhaida Dani (мини-альбом)
2 июля 2013 года, Universal Music Italia выпустило 7 песен Эльхаиды Дани, включая студийный сингл и перформанс-версию «When Love Calls Your Name».

## Zendee
Зендее Розе Тенерефе, известная как Zendee, филиппинская певица, получившая известность после исполнения караоке-версия песни Уитни Хьюстон «I Will Always Love You» на Ютубе, записала кавер-версию песни «When Love Calls Your Name». Эта песня включена в альбом Zendee «Z», выпущенный 7 августа 2015 г. MCA Music Universal Philippines.